# Cerme (Pace)
Cerme is een bestuurslaag in het regentschap Nganjuk van de provincie Oost-Java, Indonesië. Cerme telt 2538 inwoners (volkstelling 2010).